# Lüge

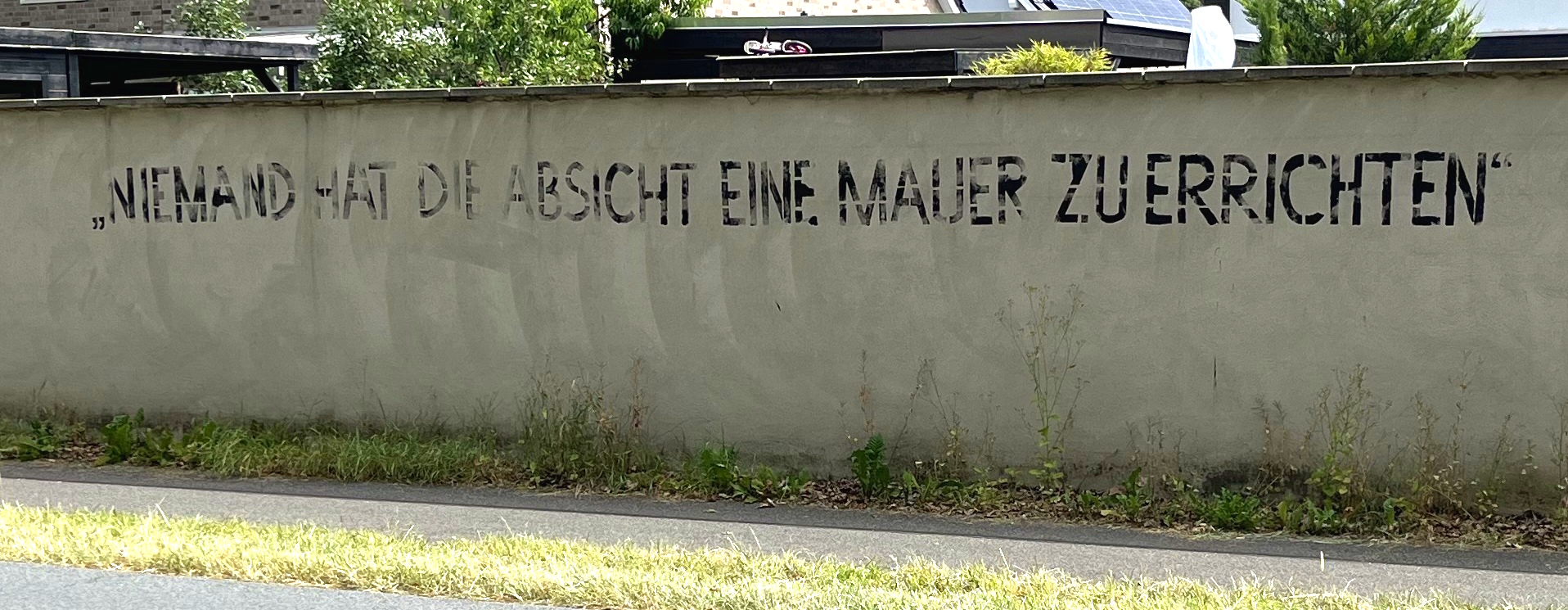
Berühmte Lüge Walter Ulbrichts am 15. Juni 1961

Eine Lüge ist eine Aussage, von der der Sender (Lügner) – anders als bei der Unwahrheit – weiß oder vermutet, dass sie unwahr ist, sie aber mit der Absicht äußert, dass der Empfänger sie glaubt, oder anders formuliert „die (auch nonverbale) Kommunikation einer subjektiven Unwahrheit mit dem Ziel, im Gegenüber einen falschen Eindruck hervorzurufen oder aufrecht zu erhalten [sic].“
Lügen dienen dazu, einen Vorteil zu erlangen, zum Beispiel um einen Geldgewinn zu erlangen, eine Wahlentscheidung zu beeinflussen oder um Fehler oder eine verbotene Handlung zu verdecken und so Kritik oder Strafe zu entgehen. Gelogen wird auch aus Höflichkeit, aus Scham, aus Angst, Furcht, Unsicherheit oder Not („Notlüge“), um die Pläne des Gegenübers zu vereiteln oder zum Schutz der eigenen Person, anderer Personen oder Interessen (z. B. Privatsphäre, Intimsphäre, wirtschaftliche Interessen), zwanghaft/pathologisch, um Harmonie herzustellen, Zwietracht zu säen oder eine Intrige zu spinnen.

## Allgemeines
Von einer Lüge spricht man nur dort, wo ein ernsthafter Verstoß gegen die Sitten gesehen wird. Soll ein persönliches Verständnis für eine bewusste Falschaussage geäußert werden, verwendet man umgangssprachliche Ausdrücke wie Geschwindel (Verb: schwindeln) oder Flunkerei (Verb: flunkern), so z. B. in Zusammenhang mit einem Scherz, bei emotionaler Überforderung, wenn ein Sachverhalt nur etwas beschönigt wird (Euphemismus) oder wenn die ausgedrückte Unwahrheit unmittelbar wieder zurückgenommen wurde.
Das umgangssprachliche Wort Schwindel hingegen bezeichnet entweder eine wiederum ernsthaftere Täuschungshandlung in Kombination mit einer gemeinen Lüge (z. B. Betrug) oder einen Scherz mit weitreichenden Folgen (z. B. Aprilscherz, Fake).
Die Lüge unterscheidet sich von der Täuschung dahingehend, dass eine Täuschung ohne das Mittel einer falschen Aussage verübt werden kann. Zum Beispiel täuscht man, wenn man vorgibt zu schlafen, um andere zu belauschen. Wenn man dann gefragt wird und sagt, man habe geschlafen, ist das eine Lüge. In der Werbung, im Verkaufsgespräch und in der politischen Propaganda wird oft mit Lügen und Täuschungen gearbeitet.
Die Lüge ist auf Sprache angewiesen: Lügen können in jeder Form geäußert werden, in der mit Sprache kommuniziert wird, zum Beispiel als Text in einer Zeitung oder in Gebärdensprache.
In der zwischenmenschlichen Kommunikation werden unterschieden:
- soziale Lüge
- Notlüge
- Zwecklüge
- vorsätzliche (dissoziale) Lüge
- zwanghafte, pathologische Lüge (Pseudologie)
- Ausrede

Die soziale Lüge soll dem Wohl des Belogenen oder der Harmonie einer Gruppe dienen. Diese Art der Lüge soll meist dem friedlichen Miteinander und der Leistungsmotivation nützen.
Die vorsätzliche Lüge oder auch gemeine bzw. verbrecherische Lüge hat den eigenen Vorteil zum Zweck und nimmt den Nachteil von Mitmenschen billigend in Kauf. Bei der Intrige (von lateinisch intricare, in Verlegenheit bringen) ist der Nachteil Anderer sogar das angestrebte Ziel.
Zwanghaftes Lügen wurde in der Psychiatrie gelegentlich als Pseudologie bezeichnet. Heutzutage sieht man darin jedoch kein eigenständiges Krankheitsbild mehr, sondern ein mögliches Symptom der narzisstischen Persönlichkeitsstörung.
Der Autor Brad Blanton schlägt vor, auch Verhaltensweisen wie Informationszurückhaltung, Beschönigung und Übertreibung, aber auch soziale Phänomene wie Taktgefühl, Diplomatie als Formen der Lüge zu werten.

## Rechtliches

### Strafrecht
Grundsätzlich ist Lügen nicht strafbar, unabhängig davon, ob man sich mündlich oder schriftlich äußert. Ein Angeklagter darf zur Sache immer schweigen, aber auch lügen, um sich selbst zu entlasten, man spricht dann von einer Schutzbehauptung. Strafrechtlich relevant werden kann eine Lüge als Verleumdung. Zeugen sind bei Vernehmungen stets dazu verpflichtet, die Wahrheit zu sagen. Eine Lüge stellt ein Aussagedelikt dar, wie zum Beispiel Falschaussage oder Meineid. Als Spezialfall der Täuschung kann eine Lüge auch ein Betrugsdelikt darstellen, wenn es dadurch zu einer Vermögensschädigung der getäuschten Person kommt. Schriftliche Lügen können strafbar sein, wenn man zur wahrheitsgemäßen Protokollierung verpflichtet ist (§ 348 StGB – Falschbeurkundung im Amt).

### Zivilrecht
Auch zivilrechtlich ist niemand verpflichtet, in jedem Kontext die Wahrheit zu sagen. In Vorstellungsgesprächen darf zum Beispiel bei bestimmten Fragen gelogen werden. So entschied das Bundesarbeitsgericht am 19. Mai 1983, dass Lügen bei nicht relevanten Fragen, im abgeurteilten Fall die bisherige Höhe des Gehaltes, keine Anfechtung des Arbeitsvertrages wegen Täuschung rechtfertigt. Auch das Vorliegen einer Schwangerschaft darf verheimlicht werden, sofern der Arbeitsplatz kein gesundheitliches Risiko für Schwangere darstellt, z. B. wegen Infektiosität oder Strahlenexposition. Auch Vorstrafen dürfen verheimlicht werden, sofern sie im Bundeszentralregister gemäß dem § 53 Bundeszentralregistergesetz gelöscht wurden. Gefälschte Zeugnisse jedoch stellen auch nach Jahren noch einen Kündigungsgrund dar. Nach Studien der Control Risk Group machen in Deutschland rund 12 % der Bewerber falsche Angaben über ihren beruflichen Werdegang. Im Einzelnen schummeln 30 % bei den Daten zur Beschäftigung, 18 % bei den Qualifikationen, 13 % bei den Gehaltsangaben, 11 % bei den Daten zum Lebenslauf, 6 % bei den Angaben zum Verhältnis zum ehemaligen Arbeitgeber, 4 % bei der Position und 1 % bei den Angaben zur Führungsverantwortung.
Auch Arbeitgeber desinformieren in Bewerbergesprächen. Nach Hesse/Schrader gilt es in Vorstellungsgesprächen als ein gutes Zeichen, wenn ein vermeintlicher Makel wie z. B. Gewerkschaftsengagement angesprochen wird, weil die Arbeitgeber tendenziell vermeiden, tatsächliche Ausscheidensgründe anzusprechen, besonders wenn sie nicht justiziabel sind. Beispiel für nicht justiziable Ausscheidungsgründe sind Geschlecht, Konfession, Parteizugehörigkeit, Gewerkschafts- oder Betriebsratsengagement etc.

### Geschäftsordnung des Deutschen Bundestags
Im Deutschen Bundestag gilt es als unstatthaft, einen Abgeordneten der Lüge zu zeihen. Dies wird regelhaft mit einem Ordnungsruf oder mit einer Rüge durch den Bundestagspräsidenten geahndet. Nicht geahndet wird es dagegen, wenn einem Abgeordneten unterstellt wird, er habe die Unwahrheit gesagt, weil dies die Möglichkeit impliziert, er habe sich nur geirrt. Auch der Vorwurf, jemand habe „wissentlich die Unwahrheit“ gesagt, zieht gemeinhin keine Ordnungsmaßnahme nach sich.

## Psychologie

### Psychologische Forschung
In der psychologischen Forschung können mehrere Ansätze unterschieden werden, die jeweils darauf abzielen, Merkmale zu bestimmen, mit Hilfe welcher die Unterscheidung zwischen einer wahren und einer falschen Erinnerung bzw. Aussage möglich ist.
Der Fokus kann entweder auf der Erinnerung liegen oder auf der Person, um deren Erinnerung es sich handelt. Weiterhin muss zwischen der bewussten und unbewussten Lüge differenziert werden, da sich die Verhaltensmerkmale der Personen und Inhalte der Aussagen in beiden Fällen unterscheiden.
Legt man den Fokus auf die Person, kann man zum Beispiel herausfinden, ob die Person in ihrer Vergangenheit schon häufiger gelogen hat, was ein Hinweis sein könnte. Weitere Möglichkeiten bestehen in der Analyse von verschiedenen Verhaltensmerkmalen oder auch Mikroexpressionen in der Mimik. Dies lässt sich jedoch nur anwenden, wenn es sich um eine bewusste Lüge handelt.
Bei der Fokussierung auf die Erinnerung werden die Inhalte nach Hinweisen untersucht, die falsche Erinnerungen von wahren Erinnerungen unterscheiden. Kriterien zur Untersuchung sind die logische Struktur, der Anteil an Details und weitere. Ein Problem der unbewussten Lüge besteht darin, dass die Erinnerungen sehr detailliert und reich an Informationen sein können und somit schwer von einer wahren Erinnerung unterschieden werden können.

### Psychiatrisch-psychotherapeutische Unterscheidungen
Psychotherapeutisch wird unterschieden zwischen unbewussten und bewussten Lügen. Mit dem Problem der falschen Erinnerung beschäftigt sich die Glaubwürdigkeitsbegutachtung. Als Konfabulation bezeichnet man eine sinnlos phantastische Ausdeutung für Erinnerungslücken, die im Rahmen einer exogenen Psychose auftreten und typisch für das Korsakow-Syndrom (= Sekundengedächtnis + Konfabulation + Desorientiertheit) bei Alkoholmissbrauch sind.
Nach Heinz Kohut unterscheiden wir bei den unbewussten Lügen solche, die Ergebnis einer frühkindlichen Verwahrlosung sind (Pseudologie), von Lügen, die Ergebnis einer unzureichenden Verinnerlichung elterlicher Normen im Rahmen der ödipalen Phase entstanden sind. Ein Gewissen aus Einsicht entwickelt sich nach dem allgemeinen psychoanalytischen Verständnis lebensgeschichtlich erst in der phallisch-ödipalen Phase etwa im 4. bis 6. Lebensjahr. Der Vorläufer eines Gewissens aus Einsicht ist nach Schorsch das sogenannte präödipale Gewissen, das sich aus einer Strafangst und einem Kontrollbedürfnis entwickelt.
Bewusste, vorsätzliche Lügen stellen in der Psychotherapie oft ein großes Problem dar. Léon Wurmser (1999) machte auf das Problem der institutionellen Verankerung der bewussten Lüge aufmerksam. Als Beispiele nennt er Krankenhäuser, Universitäten sowie Politik und Wirtschaft. Er habe viele Patienten, bei denen das Lügen eine Gewohnheit sei, die erst in der Psychotherapie fragwürdig und dann zu einem gewichtigen Gewissensdilemma werde. Er selbst habe kaum je in einer Institution gearbeitet, wo das Lügen nicht zu einem Hauptinstrument der Macht, der Administration, geworden sei und die Weigerung daran teilzunehmen als Schwäche oder gar als Verrat behandelt worden wäre. Gewöhnlich werde nicht bedacht, dass kein Vertrauen in einer Gesellschaft möglich sei, in der Täuschung und Lügen geduldet, ja gepriesen werden und sich ein Abgrund des Misstrauens, ein paranoider Stil öffne, wenn das Ausmaß der Unwahrheit eine gewisse Schwelle überschreite.

### Neurobiologie pathologischer Lügner
Nach einer Studie der Universität Südkalifornien haben pathologische Lügner eine veränderte Hirnstruktur. Sie haben einen größeren Anteil von der für Informationsübermittlung zuständigen weißen Substanz im präfrontalen Cortex als gesunde Vergleichspersonen und einen geringeren Anteil von grauer Substanz, die für Informationsverarbeitung zuständig ist.

### Verhalten während des Lügens
Es gibt äußerlich sichtbare, aber nicht eindeutige Anzeichen dafür, dass jemand lügt. Sie beruhen auf unbewussten Verhaltensänderungen, die durch Stress hervorgerufen werden, und unterscheiden sich teilweise von Mensch zu Mensch. Manche Verhaltensweise ist ambivalent – manche Menschen meiden Blickkontakt, wenn sie lügen, andere suchen diesen geradezu, um zu prüfen, ob die Lüge geglaubt wird. Deshalb ist es selbst für Lügendetektoren und geübte Personen nicht zuverlässig möglich, herauszufinden, ob jemand lügt. Selbst wenn man Lügen erkennt, ist nicht zu erkennen, welcher Teil einer Aussage falsch ist und erst recht nicht, was die Wahrheit ist.
Folgende nicht eindeutige Handlungen und Merkmale können Anzeichen einer Lüge sein:
| - Augenbewegung - Meidung von Blickkontakt zum Gesprächspartner - Verdrehen der Augen - häufigeres Blinzeln - Augen beim Blinzeln länger geschlossen - weniger häufige Augenbewegungen (starrer Blick) - vergrößerte Pupillen | - Körpersprache, Gestik und Mimik - verschränkte Arme - Arme und Beine werden weniger bewegt - Kratzen im Gesicht, oft an der Nase - Rötung des Gesichts - Lecken der Lippen - Seitwärtsbewegung (Wanken) mit dem Oberkörper, wenn man zu sprechen beginnt - Lächeln, auch wenn es nicht zur Situation passt - Auswärtsdrehen der Handflächen - übersteigerter Ausdruck (meist im Gesicht, z. B. Runzeln der Stirn) | - Sprache und Stimme - Inhalt des Textes und Mimik passen nicht zueinander (z. B. „Nein“ sagen und Nicken) - Zögern („Also, also, ähhh, also …“) - Abweichen vom gewohnten Sprachmuster - Komplexe Sätze können auf nochmaliges Nachfragen genauso wiedergegeben werden - hohe Tonlage der Stimme |

Die oben genannten Verhaltensweisen sind Anzeichen von Stress, der nicht in jedem Fall auf eine Lüge zurückzuführen ist. Ängstliche oder nervöse Personen zeigen ähnliche Auffälligkeiten. Je mehr Indikatoren jedoch beobachtet werden können, desto wahrscheinlicher wird eine korrekte Lügenerkennung. Die Kriterien sind aussagekräftiger, wenn sie an bekannten üblichen Verhaltensweisen der Person unter normalen Umständen gemessen werden.

## Religion

### Bibel, Christentum und Judentum
In der Bibel wird der Teufel als „Vater der Lüge“ (Joh 8,44 ) bezeichnet, weil er Eva gegenüber im Garten Eden die erste Lüge der Menschheitsgeschichte geäußert haben soll, die dann zum Sündenfall führte. Im 2. Buch Mose steht: „Du sollst nicht falsch gegen deinen Nächsten aussagen.“ (Ex 20,16 ), im 5. Buch Mose steht: „Du sollst nicht Falsches gegen deinen Nächsten aussagen“. Also das Verbot der gerichtlichen Falschaussage, was in Christentum und Judentum weithin als generelles Verbot der Lüge interpretiert wird. Lügenreden benennt Jesaja, ein Prophet des Alten Testaments, als böse Werkzeuge des Schurken: „Und die Werkzeuge des Schurken sind böse: er beschließt böse Anschläge, um die Elenden durch Lügenreden zugrunde zu richten, selbst wenn der Arme redet, was Recht ist.“ (Jes 32,7 ). Biblisch gesehen missfällt dem Gott Israels die Lüge und er unterscheidet zwischen Gut und Böse.
Jesaja warnt: „Weh denen, die das Unrecht herbeiziehen mit Stricken der Lüge und die Sünde mit Wagenseilen und sprechen: Er lasse eilends und bald kommen sein Werk, dass wir's sehen; es nahe und treffe ein der Ratschluss des Heiligen Israels, dass wir ihn kennen lernen!“ (Jes 5,18-19 ) und „Weh denen, die Böses gut und Gutes böse nennen, die aus Finsternis Licht und aus Licht Finsternis machen, die aus sauer süß und aus süß sauer machen!“ (Jes 5,20 ).
Das Buch der Sprüche warnt vor falschem Gewinn erworben durch Lüge: „Wer Schätze erwirbt mit verlogener Zunge, jagt nach dem Wind, er gerät in die Schlingen des Todes.“ ( Spr 21,6 ). Als eine Eigenschaft des Gerechten benennt das Buch der Sprüche die starke Abneigung gegen Lüge: „Der Gerechte ist der Lüge Feind; aber der Gottlose handelt schimpflich und schändlich.“ ( Spr 13,5 ).
Es ist aber auch festzustellen, dass in manchen Texten die Lüge nicht prinzipiell abgelehnt wird. Besonders auffällig ist die dreifach überlieferte „Gefährdung der Ahnfrau“ (Gen 12,10-20 ): hier sichert die Lüge des Stammvaters Abraham bzw. Isaak das Überleben des Gottesvolkes. In Gen 27  erlistet Jakob durch eine Reihe von Lügen den väterlichen Segen, ohne dass das negativ bewertet würde; ähnlich Gen 38 , wo die mit der Vorspiegelung falscher Tatsachen arbeitende Tamar ausdrücklich als „gerecht“ dargestellt wird. Die Bibel geht also davon aus, dass Lügen unter bestimmten Umständen geradezu nötig sind.

### Islam
Im Allgemeinen ist Lügen im Islam nicht erlaubt und wird als verwerflich betrachtet. Ausnahmen gibt es, um Leute miteinander zu versöhnen und bei Erzählungen zwischen Ehemann und Ehefrau, außerdem ist es Schiiten unter bestimmten Bedingungen gestattet, ihren Glauben zu verleugnen, siehe dazu genauer den Artikel Taqiyya.

### Buddhismus
Im Buddhismus wird aus dem Ideal der Leidvermeidung folgend das Lügen als verbale Äußerung negativ bewertet, da es den kausalen Ablauf der Dinge willkürlich beeinflusst, aber schlussendlich nicht von Dauer sei. Lügen wird im Pali-Kanon, einer Sammlung von Lehrreden des historischen Buddhas, mehrfach genannt, unter anderem:
- In den fünf Silas – Regeln zur Sittlichkeit (pali sīla). An vierter Stelle solle man (musāvādā veramani sikkhāpadaṃ samādiyāmi) vom Lügen abstehen im Sinne des bewussten Aussprechens von Unwahrheit.[18]
- Im dritten Glied des Edlen Achtfachen Pfades, welcher an die vierte Edle Wahrheit anknüpft. Als Teil der dort definierten rechten Rede solle man „Lüge vermeiden, Verleumdung vermeiden, barsche Worte vermeiden […]“.[19]

## Philosophie

### Augustinus
Augustinus geht in seiner Argumentation von der These vom natürlichen Sprachzweck aus, nach der die Sprache dazu bestimmt ist, die Gedanken mitzuteilen. In der Lüge wird dieser natürliche Sprachzweck gestört. Augustinus lehnt deswegen jede Lüge kategorisch ab und macht auf den Selbstwiderspruch der Lüge aufmerksam: Lüge muss, um erfolgreich zu sein, das Vertrauen in die Wahrheit menschlicher Rede voraussetzen, das sie zugleich zerstört. Augustinus betrachtet Lüge als eine Sünde, bezeichnet sie als den Tod der Seele und betont den langfristigen Schaden, der durch Lügen entsteht. Nicht einmal solche Lügen sind erlaubt, die eine schwerere Sünde (wie zum Beispiel Mord) zu verhindern suchen: Das Rechnen mit der möglichen Sünde des anderen erweitert den fiktiven Verantwortungsbereich des Einzelnen ins Grenzenlose und ist deswegen unzulässig. Außerdem gibt es für Augustinus kein höheres Gut als die Wahrheit und deswegen ist Lügen immer unzulässig, weil die Wahrheit auch dann Vorrang hat, wenn durch sie beispielsweise ein menschliches Leben bedroht wird.
Augustinus räumt ein, dass es schwerere und leichtere Lügen gibt. Während das Lügen in Glaubenssachen und Lügen, die anderen Schaden zufügen wollen, besonders schwere Sünden darstellen, handelt es sich im Fall von Nutz- und Scherzlügen nur um leichtere Sünden. Der Charakter der Sünde bleibt jedoch bei jeder Lüge erhalten.
Bei der Interpretation der Lügengeschichten des Alten Testaments (z. B. Gen 27,1-40 ; Ex 1,19 ; Gen 20,2-13 ) weist Augustinus’ Argumentation Selbstwidersprüche auf, weil er doch einige Lügen als zulässig ansieht.

### Thomas von Aquin
Die Gedanken Thomas von Aquins über die Lüge weisen zahlreiche Übereinstimmungen mit der Theorie des Augustinus auf. Genauso wie Augustinus geht auch Thomas in seiner Argumentation vom natürlichen Sprachzweck aus und kommt zum Schluss, dass jede Lüge einen sündhaften Charakter hat. Lüge zersetzt die Einheit von Erkennendem und Sein und verhindert somit das Glück, das an sich Erkenntnis und Austausch von Wahrheit ist. Thomas führt den Begriff der Wahrhaftigkeit ein, die er als eine Tugend betrachtet, die durch andere Tugenden wie z. B. Klugheit oder Liebe im Lot gehalten werden soll. Kluges Verschweigen und zweideutige Rede sind als leichte Sünden, die den Menschen nicht vom wahren Ziel abhalten, zulässig. Als völlig unzulässig betrachtet Thomas genauso wie Augustinus die willentliche Irreführung in Glaubenssachen, also Lügen bezüglich Erkenntnisinhalten, die die Gotteserkenntnis betreffen.

### Kant
Nach Kant ist Wahrhaftigkeit eine Rechtspflicht, die ihrem Wesen nach keine Ausnahme verträgt (siehe auch Die Metaphysik der Sitten).
„Alle rechtlich-praktischen Grundsätze müssen strenge Wahrheit enthalten.“ (Immanuel Kant: AA VIII, 430)
Daraus folgt aber, dass es in keinem denkbaren Anwendungsfall eine Ausnahme geben kann: Wenn es ein Lügenverbot gibt, gilt es in jedem Fall. Allerdings besitzt der Mensch eine natürliche Neigung zur Lüge:
„Die Lüge […] ist der eigentliche faule Fleck in der menschlichen Natur.“ (Immanuel Kant: AA VIII, 422)
Das Lügenverbot gilt, da Wahrhaftigkeit eine Bedingung der Selbstverpflichtung ist und daher Bestandteil der Rechtsquelle:
„[Die Lüge] schadet jederzeit einem Anderen, wenn gleich nicht einem andern Menschen, doch der Menschheit überhaupt, indem sie die Rechtsquelle unbrauchbar macht.“ (Immanuel Kant: AA VIII, 426)
Selbst eine Lüge, die keinem Betroffenen unmittelbar schadet oder in der konkreten Situation einen Vorteil verschafft, ist also verboten, da sie immer die Menschheit im Allgemeinen schädigt.
In kurzgefasster Form findet man Kants scharfe Ablehnung jeder Art von Lüge auch im Aufsatz Über ein vermeintes Recht aus Menschenliebe zu lügen.

### Nietzsche
Die besondere Position Nietzsches lautet: „Wer nicht lügen kann, weiß nicht, was Wahrheit ist“ (Nietzsche: Also sprach Zarathustra). In seiner Schrift Über Wahrheit und Lüge im außermoralischen Sinne von 1873 betrachtet er die Problematik der Wahrhaftigkeit anhand einer Genealogie der Sprache: Da jedes Wort selbst eine Ungenauigkeit und damit eine Unwahrheit darstellt, kann Sprache kein Fundament der Wahrheit sein. Nietzsche weist darauf hin, dass demnach der Gebrauch von Worten in konventioneller Weise keine Wahrheit enthält. Da Menschen jedoch gesellschaftliche Wesen sind und ihre Sprache darum traditionellen Mustern folgen muss, besteht Wahrhaftigkeit in der moralischen „Verpflichtung, nach einer festen Konvention zu lügen“. „Die Wahrheiten sind Illusionen, von denen man vergessen hat, dass sie welche sind, Metaphern, die abgenutzt und sinnlich kraftlos geworden sind, Münzen, die ihr Bild verloren haben und nun als Metall, nicht mehr als Münzen, in Betracht kommen.“ (Nietzsche: „Über Wahrheit und Lüge im außermoralischen Sinne“).

## Soziologie
Der österreichische Migrationssoziologe Peter Stiegnitz propagiert für die Erforschung des Lügenverhaltens eine neue Disziplin, die er Mentiologie nennt.

## Symbolik für Lügen

### Lange Nase
Pinocchios kurze, spitze Holznase wird länger, wenn er unter Stress steht, speziell wenn er lügt. Seine Nase, die bei jeder Lüge beträchtlich wächst, verrät ihn und bringt ihn letztlich vom Lügen ab. Mit der wachsenden Bekanntheit dieser Kinderbuchfigur (seit 1881) verbreitete sich auch die Bekanntheit der „langen Nase“ als Symbol für eine Lüge, besonders in der Kindererziehung.

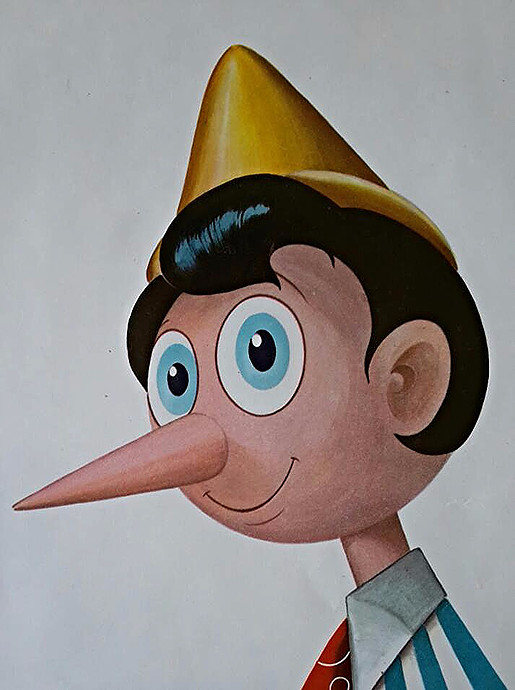
Pinocchio
Pinocchios lange Lügennase
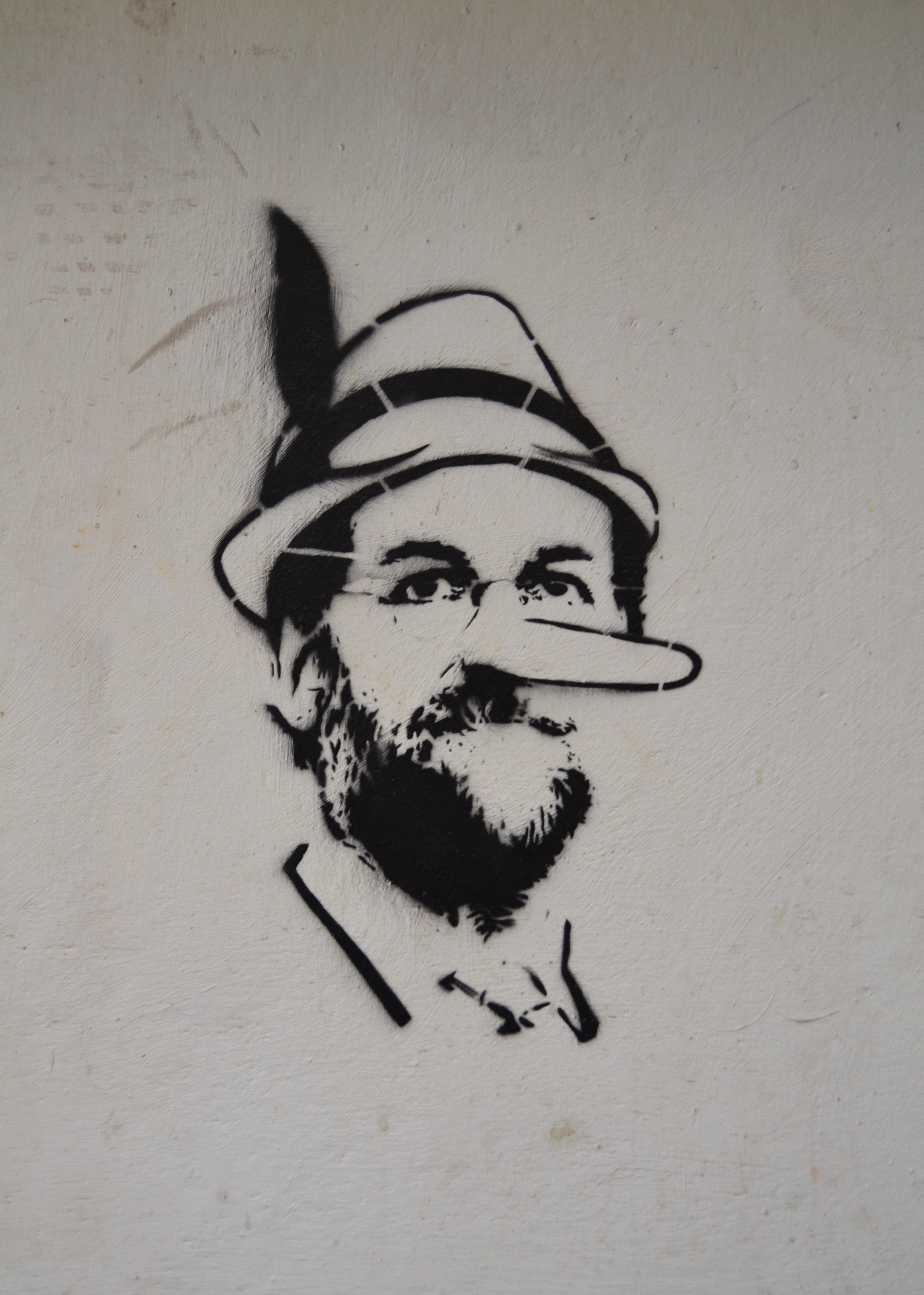
Mariano Rajoy mit langer Lügennase

### Nudeln über die Ohren
Ein geläufiges Symbol für Lügen in der russischen Sprache ist die relativ alte Redewendung „Nudeln über die Ohren hängen“ (russ.: вешать лапшу на уши; wéschat lapschú na úschi; IPA [ˈvʲeʂətʲ ɫɐˈpʂu ˈna ʊʂɨ]) bedeutet „belogen worden zu sein“, „jemanden hinters Licht führen“, es bezeichnet eine freche Lüge, eine absichtliche Irreführung oder einen Betrug. Beispiel: „Sie haben ihm damals Nudeln über die Ohren gehängt.“ = „Sie haben ihm damals die Hucke vollgelogen.“ Charakterisiert wird mit dieser Symbolik nicht der Sender der Lüge, sondern der Empfänger der Lüge. Die Redewendung wird eher im familiären Sprachgebrauch im freundlichen Umgang mit Bekannten verwendet, so etwa in der Tonart wie: „Warum erzählst du mir hier eins vom Pferd?“ (= Unsinn erzählen = lügen).
Diese Redewendung wurde im russischen Sprachraum zum Meme. Die belogene Person wird auf Bildern typischerweise mit Spaghetti dargestellt, die ihm reichlich über beide Ohren gehängt wurden. Diese im Alltag verwendete Redewendung soll der Bezichtigung einer Lüge einen ironischen Touch verleihen.
Um die Bildaussage noch zu verstärken, wenn der Empfänger so richtig dick belogen wurde, dass sich die Balken biegen, kann die Darstellung noch mit einer Riesenportion Spaghetti auf dem Kopf dargestellt werden, die ihm wie Haare herunterhängen. Sprachlich gibt es jedoch keine standardisierte Ausdrucksweise, um die Aussage noch zu verstärken.
Gelegentlich wird der Sender der Lüge mit einer Hand voll ober beiden Händen voll Spaghetti dargestellt, sprachlich ausgedrückt: „Er hängt ihnen Nudeln über die Ohren.“ Das löst beim Betrachter die Assoziation aus, dass er diese Spaghetti gleich jemandem über „die Ohren hängen wird.“
Die Symbolik der Lüge in der russischen Redewendung bezieht sich meist auf den Empfänger, weshalb die Übersetzung „belogen worden zu sein“ im wörtlichen, engeren Sinn genauer ist, als die Übersetzung „jemanden schamlos belügen“. Gelegentlich wird das „Nudeln-über-die-Ohren-Hängen“ auch einfach nur mit einer dezenten, pantomimischen Handgeste angedeutet.
Für den Ursprung der Redewendung gibt es mehrere unbelegte Hypothesen.
- 1.) Es gibt eine Version, dass dieser Satz von dem französischen Wort „la poche“ (Tasche) stammt. Mit diesem Wort wurden Taschendiebe bezeichnet. Und angesichts der Tatsache, dass „la poche“ in der russischen Transkription als „ла пош“ („la posch“) ausgesprochen wird, wurde darüber spekuliert, dass die Redewendung über das russische Verb облапошить (oblaposchit, IPA [ɐbɫɐˈpoʂɨtʲ]; deutsch: betrügen, beschwindeln, narren) Eingang in die russische Sprache gefunden hat, weil sich das französische „la poche“ (Tasche) allmählich zum russischen лапшу (lapschu; Nudeln) verschliffen hat. Der Zusammenhang mit den Ohren ist dann naheliegend, weil wir Informationen von anderen Personen mit den Ohren wahrnehmen – auch wenn sie nicht wahr sind. Besonders Lügenkonstrukte werden eher mit den Ohren und weniger mit den Augen vermittelt und wahrgenommen, abgesehen von gelesenen Lügen-Texten, Bildfälschungen und Zauberkünstlern.
- 2.) Nach einer weiteren Version über den Ursprung der Redewendung wurde der Ausdruck durch den Jargon der Verbrecher und Diebe verbreitet – russische Gaunersprache, historisch Fenya (russ. „феня“), moderner Blat (russ. „блат“). In diesen Kreisen wurde Mitte des 20. Jahrhunderts als „Ohr“ ein Mann bezeichnet, der Informationen sammelt, auf der Straße lauschte und die notwendigen Informationen an den Anführer der Gauner weitergab. Als „Nudeln“ bezeichnete man ein Seil, das dazu bestimmt war, die Hände zu fesseln. Die codierte Redewendung „Nudeln an den Ohren zu hängen“ bedeuteten also ein Mitglied („Ohr“) einer Diebesbande zu fesseln (Nudel), also zu fangen und zu entwaffnen.
- 3.) Die russische Gaunersprache stützt eine weitere Hypothese: „jemandem seine Lauscherohren verstopfen“ = ihn in die Irre führen. Lapscha (лапша) kann nicht nur Nudel bedeuten, sondern in der phantasievollen Gaunersprache auch für alles Mögliche mit länglicher Form stehen, beispielsweise ein Draht oder ein Stück Stoff. Jemandem „mit Nudeln die Ohren behängen“ bedeutet dann „jemanden der lauscht in die Irre führen“.
- 4.) Die Hauptbedeutung für Lapscha (лапша) in der russ. Gaunersprache ist aber Strafproszess. Dann ist die Redewendung zu verstehen, als „jemandem ein erfundenes Strafverfahren anzuhängen“.

### Anführungszeichen
Um eine Aussage als mögliche Lüge zu charakterisieren kann auch das Wörtchen „sogenannt“ eingefügt werden. In der mündlichen Rede wird dieses „sogenannt“ durch die Geste von Anführungszeichen dargestellt, indem der Sprecher mit beiden erhobenen Händen während seiner  relativierten, zweifelhaften Aussage die Anführungsstriche zu beiden Seiten des Kopfes mit Zeige- und Mittelfinger in die Luft „schreibt“. Mit diesen „Anführungszeichen“ wird die dabei getätigte Aussage als nicht wirklich zutreffend, bzw. als irreführend charakterisiert. Diese ursprünglich in den USA verbreitete Geste hat in den letzten Jahrzehnten auch in Deutschland Verbreitung gefunden. Die Geste der Anführungsstriche und das Wörtchen „sogenannt“ als Ausdrucks des Zweifels an der Aussage, charakterisiert die getätigte Aussage nicht unbedingt so direkt und stark als Lüge, wie Pinocchios lange Nase oder die Nudeln über den Ohren in der russischen Sprache. Dieses im Englischen air quote (Luftzitat oder Luftanführungszeichen), poetisch auch doppelte Häschenfinger genannte Handzeichen kann Euphemismus, Ironie oder Sarkasmus ausdrücken.

air quotes
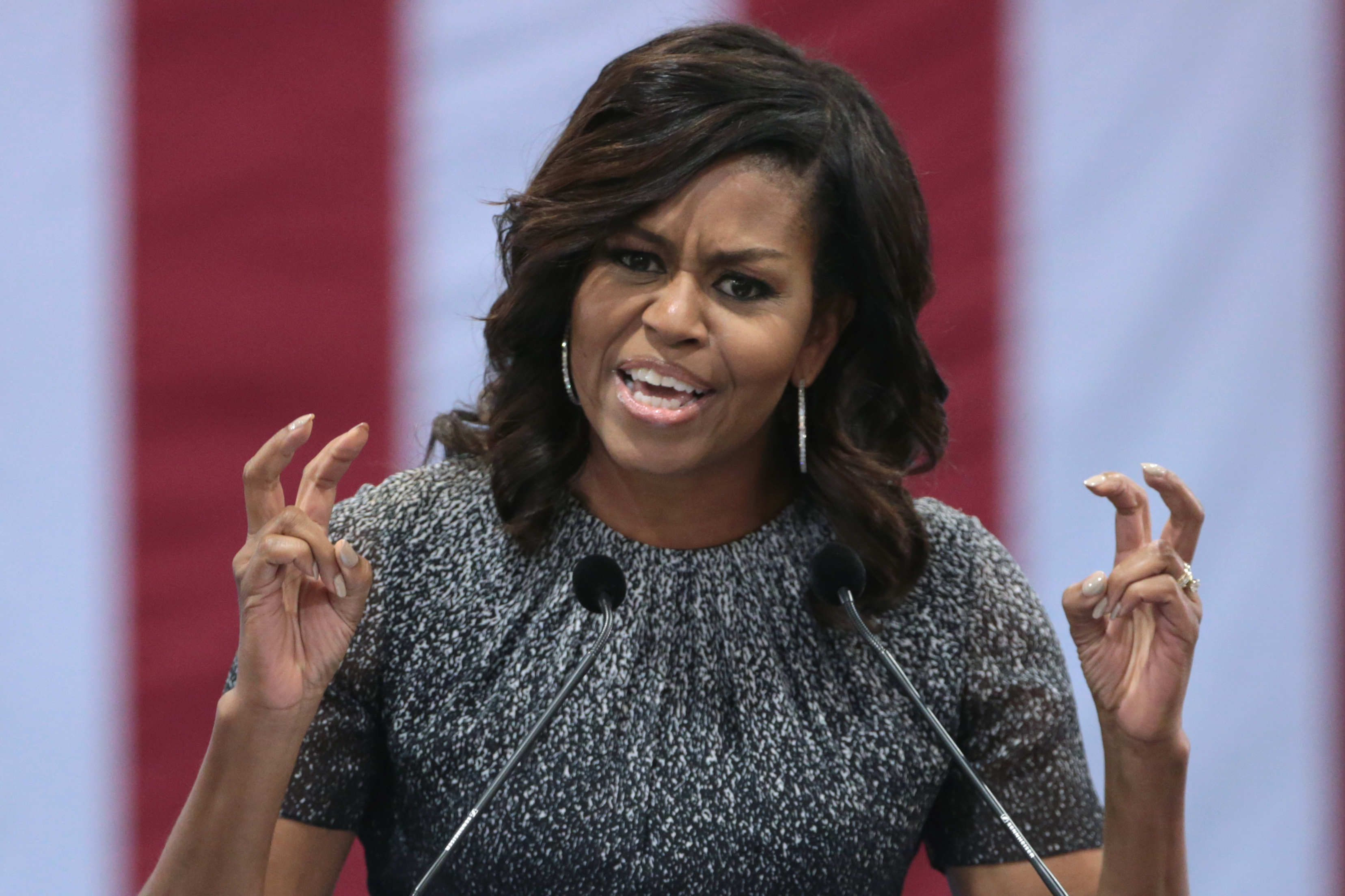
Michelle Obama
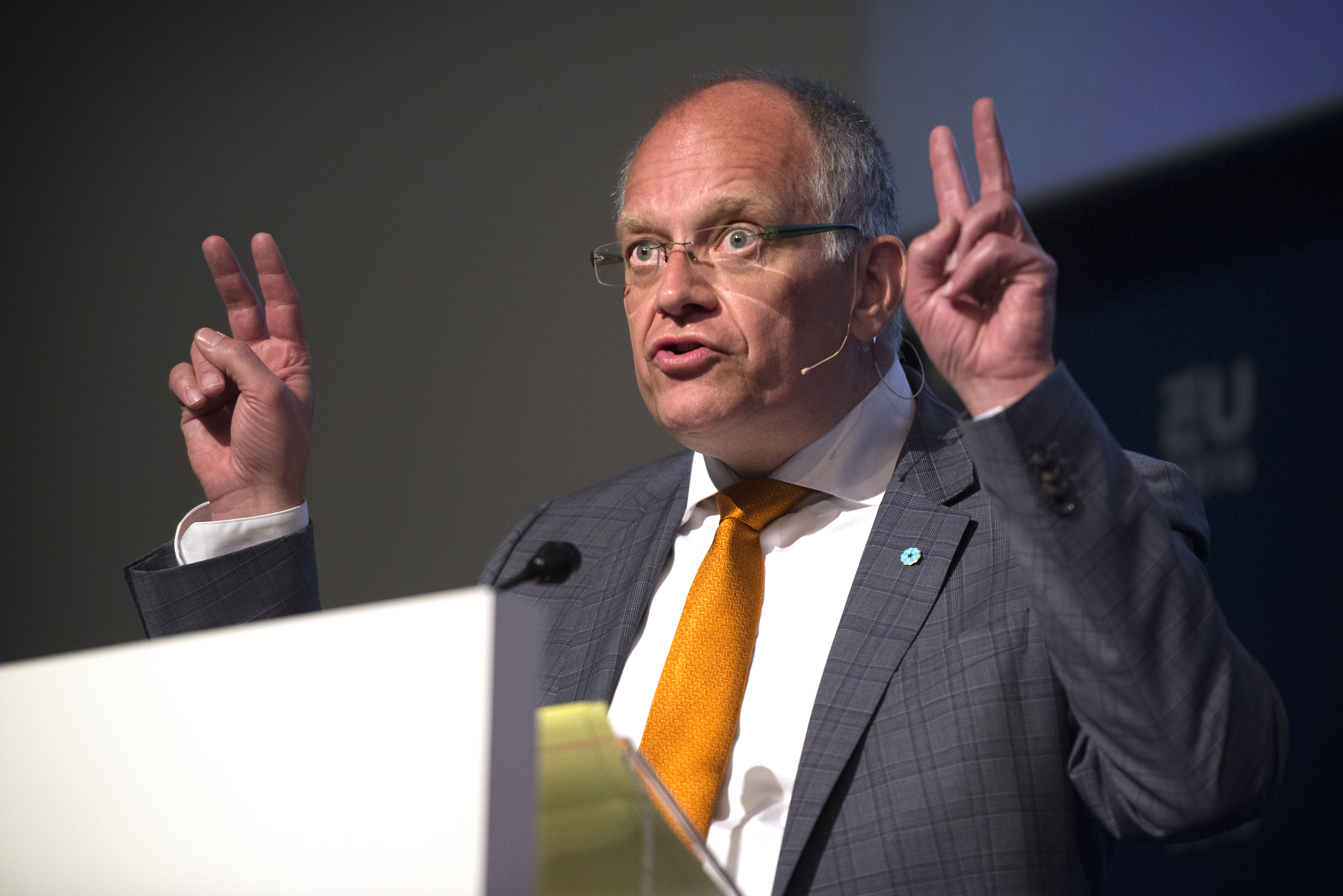
Redner auf einer Konferenz

### Sand, Bär, Beine, Münchhausen, Seemannsgarn
Eine weitere Redensart, die ein dem Lügen oder auch Täuschen nahekommendes Vorgehen bezeichnen ist: „Sand in die Augen streuen“ und Augenwischerei.
Die Redewendung „jemandem einen Bären aufbinden“ drückt auch aus, das jemand belogen oder getäuscht wird. Die wahrscheinlichste Herleitung ist die von der germanischen Wortwurzel bar-. Sie stand für tragen. Später wusste man nicht mehr, dass bar für Last stehen sollte und deutete es volksetymologisch zu Bär um, was jedoch auch keine klar verständliche Aussage brachte. In der Folge hat der Volksmund sich eine Reihe von Geschichtchen und Anekdoten überlegt, die die Redewendung erklären sollen. Eine davon handelt von Jägern, die in einer Wirtschaft einkehren, die verzehrten Speisen und Getränke jedoch nicht bezahlen können. Sie überzeugen den Wirt schließlich, einen Bären als Pfand anzunehmen. Erst nachdem die Jäger schon das Weite gesucht haben, bemerkt der Wirt seinen schlechten Tausch und fragt sich, was er mit einem lebenden Bären soll.
Eine andere Quelle nimmt in ihrer Erklärung der Redewendung Bezug darauf, dass es nicht möglich ist, jemandem einen Bären auf den Rücken zu binden, ohne dass er etwas bemerkt.
Die Redensart „Lügen haben kurze Beine“ weist darauf hin, dass man mit Lügen nicht weit kommt. Seinen Ursprung hat diese Redewendung in der Annahme, dass man mit kurzen Beinen rasch ermüdet, und so sein Ziel wohl nicht erreicht. Mit anderen Worten: Lügen lohnt sich nicht, weil die Wahrheit irgendwann doch herauskommt.
Lügenbaron Baron Münchhausen mit seinen Lügengeschichten, mit Übergängen von phantasievollen Ausschmückungen (Fabulieren) über Übertreibungen bis zur Lüge. Da diese Lügen als solche leicht zu durchschauen sind, werden sie auch entschuldigend und mildern als Flunkern (nicht ganz bei der Wahrheit bleiben) oder Aufschneiden bezeichnet. Eine gewisse Analogie hat das „Seemannsgarn spinnen“, womit zweifelhafte Geschichten oder Übertreibungen bezeichnet werden, die nicht weit vom Lügen entfernt sind. Bei Kindern kann neben der knallharten Lüge eine solche auch auf magischem Denken beruhen, das im Rahmen der kindlichen Entwicklung der Phantasiewelt des Kindes entspringt.

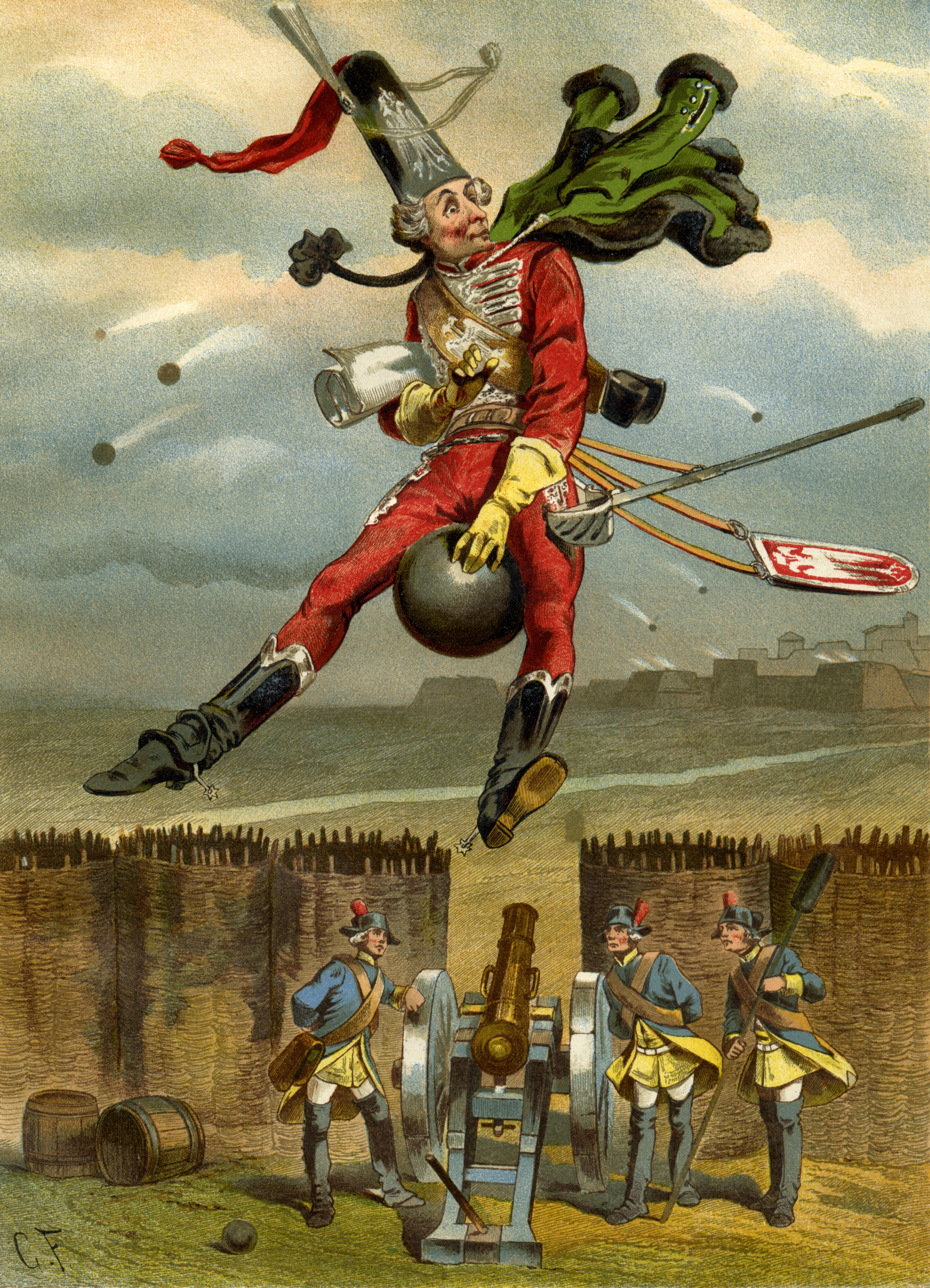
Ritt auf der Kanonenkugel
Lügen haben kurze Beine